# Another
Another (яп. アナザー Анадза:) — роман Юкито Аяцудзи, опубликованный 29 октября 2009 года. В 2010 году номинировался на премию Yamada Futaro Award. Позднее вышла манга-адаптация романа. С января 2012 года транслировалась аниме-адаптация. В мае 2012 года в дополнение к нулевому тому манги вышел нулевой эпизод аниме-адаптации. Данный эпизод не является частью аниме-сериала и не повторяет события, описанные в романе. Вместо этого он сконцентрирован на отсутствующих в оригинальном романе подробностях истории главной героини, Мэй Мисаки.

## Сюжет
26 лет назад, в 1972 году в средней школе города Ёмияма, в классе 3-3, учился ученик по имени Мисаки Ёмияма. Он был хорош во всём и любим как одноклассниками, так и учителями. Когда он погиб в результате несчастного случая, его оплакивала вся школа. После его смерти кто-то сказал, что Мисаки жив, и, подхватив эту идею, убитый горем класс начал делать вид, что Мисаки всё ещё с ними. Дошло даже до того, что директор школы оставил мёртвому место на церемонии выпуска. А затем Мисаки вдруг действительно появился — на выпускном фото того самого класса, который так не хотел принимать его гибель. И вслед за этим каждый месяц кто-то из учеников, а также их родственники стали умирать, и люди поняли, что навлекли на себя проклятие, призвав в класс того, кого уже не существует. Перепробовав различные средства, ученики и учителя нашли обратную магию: для предотвращения смертей необходимо было игнорировать одного из живых учеников, как будто именно его не существует, тем самым как бы освобождая место в классе для мертвеца.
Весной 1998 года, из-за перевода отца в Индию, пятнадцатилетний Коити Сакакибара вынужден переехать в Ёмияму — родной город своей покойной матери. Там он зачисляется в класс 3-3. Однако из-за пневмоторакса он был госпитализирован непосредственно перед началом учебных занятий. В больнице он встречает свою будущую одноклассницу Мисаки Мэй — тихую странноватую девушку с повязкой на левом глазу. В этом году именно она является «несуществующим учеником» в проклятом классе. Коити, ничего не зная о проклятии, начинает общаться с Мэй, не обращая внимания на слишком туманные намёки и недомолвки своих одноклассников, испуганных его поведением. Вскоре после этого люди, имеющие отношение к классу, действительно начинают умирать. Пытаясь остановить проклятие, ученики принимают решение и Коити сделать «несуществующим», но этот метод не даёт результата, и смерти продолжаются.

## Список персонажей

### Семья Сакакибара
Коити Сакакибара (яп. 榊原 恒一 Сакакибара Ко:ити) — 15-летний главный герой. Раньше жил в Токио, но из-за болезни лёгких был вынужден переехать в городок Ёмияма к родственникам. Он первый заговаривает с Мэй, позже помогает своим одноклассникам найти правду. Поскольку не знал о проклятье и общался с Мэй Мисаки, многие его одноклассники считают, что в том, что проклятье снова начало действовать, виноват именно он, хотя это не так. Временно стал вторым «несуществующим», но потом, после смерти классного руководителя, он, как и Мэй, стал вновь «существовать».
Сэйю: Ацуси Абэ
Рэйко Миками (яп. 三神 怜子 Миками Рэйко) — тётя Коити. Так же, как он и её сестра, училась в классе 3-3 в 1983 году. Помогает Коити и другим ученикам в поисках способа, который мог бы остановить проклятие. Помощник классного руководителя в классе 3-3. Одно из её правил — разделять школьную и личную жизнь. Она и являлась "Иной". В аниме была убита на мосту маньяком полтора года назад на глазах у Мэй Мисаки, в романе и манге же она утонула в реке. Предположительно в аниме была убита Кадзумой Акадзавой (братом Идзуми Акадзавы).
Сэйю: Наоко Сакакибара
Рицуко Сакакибара (яп. 榊原 理津子 Сакакибара Рицуко) — мать Коити. Приехала в Ёмияму 15 лет назад (в 1983 году), чтобы родить Коити, и погибла, так как в тот год её младшая сестра Рэйко училась в классе 3-3. Была ученицей класса 3-3 в 1972 году и одноклассницей Мисаки Йомиямы.
Ёсукэ Сакакибара (яп. 榊原 陽介 Сакакибара Ё:сукэ) — отец Коити. Преподаватель, в настоящее время работает в Индии по программе обмена опытом. Он регулярно звонит своему сыну, чтобы поболтать и пожаловаться на жару.
Сэйю: Такуро Китагава
Тамиэ (яп. 民江 Тамиэ) — бабушка Коити по линии матери.
Рёхэй (яп. 亮平 Рё:хэй) — дедушка Коити по линии матери.

### Семья Мисаки
Мэй Мисаки (яп. 見崎 鳴 Мисаки Мэй) — главная героиня. На левом глазу носит повязку, под которой спрятан зелёный (в романе и манге 一 синий) искусственный, кукольный глаз, который вставила ей её тётя, когда Мэй лишилась глаза в 4 года. Благодаря ему Мэй может видеть некий особенный цвет, которым отмечены мёртвые или те, кто близок к смерти. Коити впервые встречает её в лифте больницы. У неё была сестра-близнец, с которой она была разлучена в детстве, но она умерла от лейкемии непосредственно перед началом сюжета. Её мать является ей приёмной, на самом же деле эта женщина — её тётя. Сидит за старой поцарапанной партой в конце класса. Хорошо рисует, состоит в кружке искусств. В 1998 году, становится «не существующем учеником».
Сэйю: Нацуми Такамори
Юкиё Мисаки (яп. 見崎 ユキヨ Мисаки Юкиё) — художница. Работает под псевдонимом «Кирика» (яп. 霧果). Специализируется на изготовлении кукол; имеет собственный маленький магазин-салон «Ёми в сумерках». Хотя Мэй зовёт её матерью, в действительности Кирика приходится ей тётей; её собственный ребёнок родился мёртвым. По словам Мэй, хоть они и живут вместе, но ведут себя друг с другом, как чужие. Тем не менее, Кирика по-своему заботится о Мэй и беспокоится за неё. 
Сэйю: Хитоми Харада
Мисаки Фудзиока (яп. 藤岡 未咲 Фудзиока Мисаки) — сестра-близнец Мэй Мисаки. Она выросла в малообеспеченной семье, была весёлой и общительной. Когда Мэй и Мисаки узнали, что они — родные сёстры, то стали встречаться и очень подружились. Однако вскоре Мисаки умерла в апреле 1998 года от рака. Перед смертью тянулась за телефоном, чтобы позвонить Мэй. Именно она была первой жертвой. Умерла до того, как в класс пришёл Коити (это свидетельствовало о том, что к тому времени в классе уже был лишний). Но о смерти Мисаки Фудзиоки (а также о том, что она и Мэй — близнецы) не знал никто из класса, и поэтому о начале бедствия узнали только после смерти Сакураги. В 2001 году становится "Иной" вместе с Идзуми Акадзавой. В тот год было принято решение сделать двоих несуществующих: от парней Со Хирацки (двоюродный брат Идзуми Акадзавы), а от девушек Юйка Хадзуми. Из-за того, что «тех, кого не существует» стало двое, «баланс сил» оказался нестабильным, неустойчивым. Чтобы исправить баланс, склонившийся в сторону «жизни», возник «второй мёртвый». Чтобы устранить противоречие и сформировать цельность, возникло «фальшивое воспоминание», что «у Мэй Мисаки, кроме сестры-близнеца, есть ещё одна, на три года младше». Со Хирацки понял, что обеих сестёр Мэй зовут Мисаки, именно поэтому он вычислил "мертвеца". 
Сэйю: Хироми Игараси
Мицуё Фудзиока (яп. 藤岡 ミツヨ Фудзиока Мицуё) — сестра-близнец Юкиё, родная мать Мэй Мисаки. Когда сёстры вышли замуж, то она родила близнецов, а ребёнок Юкиё умер, из-за чего она чуть не сошла с ума. В утешение, Мицуё отдала ей одну из собственных дочерей — Мэй (по предположению Мэй, её отдали из-за имени, потому что если бы отдали сестру, то сестра была бы Мисаки Мисаки).

### Средняя школа города Ёмияма
Идзуми Акадзава (яп. 赤沢 泉美 Акадзава Идзуми) — ответственная за безопасность (контрмеры) в классе 3-3. Строгая, даже суровая, никогда не улыбается. Является членом драмкружка с Аяно и Огурой. Тайно влюблена в Коити Сакакибару. Считает Мэй Мисаки мёртвой, после рассказа Такако Сугиуры, про то, как она училась в младшей школе с девочкой, очень похожую на Мэй и которую все звали Мисаки, и повязки у неё тогда не было. В 11-й серии, увидев мёртвую Такако, Акадзава посчитала, что её подругу убила Мэй Мисаки, и после этого она пытается убить последнюю. В 12-й серии Акадзава умирает от осколков стекла при взрыве. В сиквеле романа «Another 2001», выясняется, что она стала "Иной" в 2001 году, в тот год в классе 3-3 учился её двоюродный брат Со Хирацка. Их дедушка Хиромуне Акадзава стал жертвой июля, на него падает дерево, в этот же день Идзуми понимает, что является «мёртвой», она падает с моста и тонет в реке Йомияма. Ещё у Идзуми был двоюродные брать (в романе родной) Кадзума Акадзава, который учился в классе 3-3 в 1996 году. (В романе и манге) он покончил с собой, повесившись в своей комнате, а (в аниме) он погиб при неизвестных обстоятельствах. Незадолго до его гибели она вспоминает, что видела Коити полтора года назад, когда тот приезжал в Ёмияму на похороны своей тёти. 
Сэйю: Мадока Ёнэдзава
Наоя Тэсигавара (яп. 勅使河原 直哉 Тэсигавара Наоя) — одноклассник Коити. Весёлый и беззаботный парень, спортсмен. После прослушивания кассеты, оставленной Кацуми Мацунагой, покушается на Томохико Кадзами, посчитав его поведение подозрительным и приняв его за мертвеца. Любит подшучивать над Мэй и Коити на романтическую тему. Прозвище «Тэси», которое многим полюбилось, дала ему Ая Аяно. Влюблён в Идзуми. Друг детства Томохико, лучший друг Юи; был первым, кто заговорил с Коити. В романе, манге и аниме выживает, в фильме погибает от удара током.
Сэйю: Томоаки Маэно
Юя Мотидзуки (яп. 望月 優矢 Мотидзуки Ю:я) — одноклассник Коити, художник. Ходил в художественный кружок вместе с Мэй Мисаки. В 11-12 сериях помогал раненому Наое спастись от взбешённой Кэйко Нуматы (бабушки Такабаяси). Небольшого роста, выглядит несколько женственно. Во всех версиях адаптации герой остаётся в живых. 
Сэйю: Кадзутоми Ямамото
Юкари Сакураги (яп. 桜木 ゆかり Сакураги Юкари) — одна из класса делегатов, староста класса 3-3. Скромная и тихая девушка. Умирает, оступившись на лестнице и наткнувшись на острие зонтика. Её мать, Миэко Сакураги, в тот же самый день погибла в автокатастрофе.
Сэйю: Ай Нонака
Томохико Кадзами (яп. 風見 智彦 Кадзами Томохико) — одноклассник Коити, совместно с Юкари Сакураги был старостой класса. Друг детства Наои Тэсигавары. Был столкнут Наоей с балкона, но выжил. После прослушивания кассеты сошёл с ума и начал убивать одноклассников. Скончался от удара по голове, который нанесла Идзуми Акадзава.
Сэйю: Мицухиро Итики
Такако Сугиура (яп. 杉浦 多佳子 Сугиура Такако) — одноклассница Коити. Входит в группу «контрмер». После событий в восьмой серии сходит с ума и пытается убить Мэй, считая её мёртвой, так как по её воспоминаниям училась с ней в младшей школе в разных классах и слышала как ту девочку звали Мисаки, и повязки на глазу у неё тогда не было (на самом же деле то была Мисаки Фудзиока, сестра-близнец Мэй). Влюблена в Дзюнту Накао. Случайно повесилась на проводах в 11-й серии, пытаясь убить Мэй.
Сэйю: Мисато Фукуэн
Икуо Такабаяси (яп. 高林 郁夫 Такабаяси Икуо) — одноклассник Коити, с рождения страдает пороком сердца. Когда решается рассказать всё Коити, не успевает ответить даже на первый вопрос и умирает от сердечного приступа. Его бабушка и дедушка были владельцами гостиницы, в которую поселился класс во время экскурсии; бабушка не перенесла смерти внука и сошла с ума. Учинив в гостинице пожар, она убивает своего мужа, после чего пытается убить Юю Мотидзуки и Наою Тэсигавару.
Сэйю: Сё Такано
Саюри Какинума (яп. 柿沼 小百合 Какинума Саюри) — одноклассница Коити. Тихая, стеснительная и не общительная девушка, её почти не видно за время сюжета. Любит читать книги. Заплетает волосы в две косы. В 12 серии на неё упала люстра, но Саюри осталась жива.
Сэйю: Ёсино Нандзё
Юми Огура (яп. 小椋 由美 Огура Юми) — одноклассница Коити. Состояла в театральном кружке. Её брат, Ацуси Огура, пытаясь спрятаться от бедствия, заперся дома, но погиб, когда огромная машина врезалась в их дом. Послушав кассету, Огура сошла с ума и хотела отомстить за брата, убив Мэй Мисаки. Умерла, поскользнувшись, упав с подоконника и свернув шею. В романе и манге остаётся в живых. 
Сэйю: Иори Номидзу
Тацудзи Тибики (яп. 千曳 辰治 Тибики Тацудзи) — библиотекарь, был классным руководителем класса 3-3 в 1972 году, именно в тот год, когда проклятие проявилось в первый раз. Также был учителем Рицуко Миками и Мисаки Йомиямы. Руководитель драмкружка. Позже вернулся на должность классного руководителя. В романе он является одним из главных героев, у него были подробные записи о смерти каждого года. В фильме умирает в гостинице, при пожаре он падает с высоты в огонь. Позднее герой возвращается в класс 3-3 как "Иной", являясь классным руководителем в 2012 году.
Сэйю: Хироаки Хирата
Сёдзи Кубодэра (яп. 久保寺 紹二 Кубодэра Сё:дзи) — классный руководитель класса 3-3. Холост. Жил с тяжело больной матерью. Сошёл с ума из-за беды класса 3-3 и постоянного ухода за матерью, убив её, а после покончил с собой на глазах у своих учеников. Перед этим сказал Тибики, что устал и оставляет всё на последнего.
Сэйю: Кодзо Мито
Ая Аяно (яп. 綾野 彩 Аяно Ая) — одноклассница Коити. Весёлая, милая и общительная девушка; вместе с Идзуми ходит в драмкружок. В 4-й серии Коити спас ей жизнь: когда с грузовика упало оконное стекло, он успел оттолкнуть её в сторону. Позднее, однако, она всё же погибла с родителями в автокатастрофе (в 9 серии).
Сэйю: Мана Хирата
Кёко Канэки (яп. 金木 杏子 Канэки Кё:ко) — одноклассница Коити. Она кажется серьёзным, умным и общительным человеком, дружит с Аки Мацуи. Была убита Кадзами в 12 серии.
Аки Мацуи (яп. 松井 秋 Мацуи Аки) — одноклассница Коити. Очень пугливая, скромная и молчаливая девушка, подруга Кёко Канэки. Была убита Кадзами в 12 серии.
Такэру Мидзуно (яп. 水野 猛 Мидзуно Такэру) — одноклассник Коити. Играет в баскетбольной команде. Ненавидит Коити, так как считает, что именно он виновен в смерти его сестры Санаэ, которая разбилась в лифте. В романе, аниме и манге выживает. В фильме погибает во время взрыва в гостинице.
Мацуко Арита (яп. 有田松子 Арита Мацуко) — одноклассница Коити. Девушка с миндалевым разрезом глаз. У неё много друзей. Была выброшена на улицу взрывной волной во время пожара в гостинице. Чудом она не только выжила, но и практически не пострадала. Вскоре она смогла найти дорогу к машине Тибики и воссоединилась с другими выжившими.
Кадзэу Сато (яп. 風佐藤 Сато Кадзэ:у) — одноклассница Коити. Кажется тихим, неуверенным в себе человеком.
Манабу Маэдзима (яп. 前島 学 Маэдзима Манабу) — одноклассник Коити. В романе он умирает во время нападения убийцы, в то время как в манге он умирает при пожаре в гостинице. В аниме он получает ножевое ранение, но Коити и другие находят его и выводят наружу.
Сигэки Ёнэмура (яп. 米村 茂樹 Ёнэмура Сигэки) — одноклассник Коити. Парень не слишком высокого роста, с карими глазами и короткими каштановыми волосами. В романе его убивает Кейко Нумата, а в манге он погибает при пожаре. В аниме остаётся в живых.
Сатико Накадзима (яп. 中島 幸子 Накадзима Сатико) — одноклассница Коити. Тихая, милая девушка.
Харука Этоу (яп. 江藤遥 Это: Харука) — одноклассница Коити. Милая, бойкая девушка с коротко остриженными волосами.
Дайсукэ Вакай (яп. 若井 大輔 Вакай Дайсукэ) — одноклассник Коити. Спокойный, добрый парень, но очень болезненный. Дружит с Наоми. Во время ужина в гостинице у него случился приступ астмы. Картридж для его ингалятора был разряжен, но Тибики вовремя отвозит его в больницу.
Наоми Фудзита (яп. 藤田 ナオミ Фудзита Наоми) — одноклассница Коити. Иностранка. У неё загорелая кожа и окрашенные волосы (её реальный цвет волос — чёрный). Наоми очень дружелюбна и беспокоится о болезненном Дайсукэ Вакаи. Находится в хороших отношениях с Мэгуми Такарой.
Мэгуми Такара (яп. めぐみタカラ Такара Мэгуми) — одноклассница Коити. Добрая, дружелюбная девушка с длинными, чёрными волосами.
Макото Одзи (яп. 王子 誠 О:дзи Макото) — одноклассник Коити. Состоял в музыкальном кружке. Лучший друг Нобору Саруты. Он и Нобору — единственные, кто не поверили словам Такако Сугиуры. Погиб из-за взрыва в столовой.
Сэйю: Го Иноуэ
Дзюнта Накао (яп. 中尾 順太 Накао Дзюнта) — одноклассник Коити. В 8-й серии попал под моторную лодку, в результате чего его разрубили винты. Сначала все думали, что сведения о том, что проклятие вне Ёмиямы недействительно, — ложь, но причина его смерти произошла в городе. Отёк от черепно-мозговой травмы, вызванной падением с лестницы, как раз перед поездкой, развился ещё до их поездки на море. В романе и манге умирает при пожаре в гостинице. 
Сэйю: Кэнго Каваниси
Сэн Ватанабэ (яп. 渡辺 セン Ватанабэ Сэн) — одноклассница Коити. Зрелая, молчаливая и серьёзная девушка. Участвовала в побеге из горящего здания с Кэндзо, Саюри и Юкито, и их придавило люстрой. Участвовала в противостоянии Мэй и Коити вместе с Аки, Кёко и Юми.
Сэйю: Сатоми Акэсака
Кэндзо Кавахори (яп. 川堀 健三 Кавахори Кэндзо:) — одноклассник Коити. Спортсмен. Поверил словам Такако Сугиуры и пытался убить Мэй. В 12 серии на него упала люстра, а затем — колонна, из-за чего он погиб.
Сэйю: Кэнъити Минэ
Юкито Цудзии (яп. 辻井 雪兎 Цудзии Юкито) — одноклассник Коити. Также поверил словам Такако Сугиуры. В 11 серии ударил шваброй Рэйко Миками. При попытке побега из горящего дома на него упала люстра, но он выживает. 
Сэйю: Рёта Асари
Нобору Сарута (яп. 猿田 昇 Сарута Нобору) — одноклассник Коити. Лучший друг Макото Одзи.
Сэйю: Гэнки Муро
Санаэ Мидзуно (яп. 水野 沙苗 Мидзуно Санаэ) — медсестра в больнице, куда попал Коити. Общительная и любопытная, Санаэ с большим энтузиазмом помогает Коити разобраться в происходящих событиях. По её словам имела 2-х младших братьев, один из них Такэру Мидзуно — одноклассник Коити. Умерла в результате обрыва тросов в лифте.
Сэйю: Сэйко Ёсида
Кацуми Мацунага (яп. 松永 克巳 Мацунага Кацуми) — учился в классе 3-3 в 1983 году, являлся одноклассником Рэйко Миками. Именно он сумел остановить проклятие в их учебный год, случайно убив одноклассника, натолкнув его на сук во время драки. Тот одноклассник и был мертвецом в тот год. После этого происшествия смерти прекратились. Кацуми записал на диктофон способ прекращения проклятия и описал произошедшее, после чего спрятал кассету в кабинете класса 3-3 старого здания в школе. Имя убитого им одноклассника на записи звучит неразборчиво.
Сэйю: Синъя Такахаси
Томока Иносэ (яп. 猪瀬 知香 Иносэ Томока) — сестра Юи Мотидзуки по отцу, работает официанткой в кафе «Иноя». Выяснилось, что она тоже ходила в ту же школу, что и её брат, правда не в класс 3-3. Знакомая Мацунаги. Хоть Томока и Юя не родные брат и сестра, но внешностью очень похожи.
Сэйю: Махиро Иноуэ
Мисаки Йомияма (яп. 夜見山岬 Йомияма Мисаки) — был учеником Северной средней школы Йомиямы в 1972 году. Одноклассник Рицуко Сакакибары. В романе погиб при пожаре вместе со своим братом и родителями. Его смерть потрясла его одноклассников, которые в своём горе просто начали отрицать его смерть. Во всех версиях истории он является причиной того, что класс 3-3 был проклят. Был "Иным" учеником в 1993 году.

## Медиа

### Роман
Another — 677-страничный роман писателя Юкито Аяцудзи. Роман не регулярно выпускался издательством Kadokawa Shoten в литературном журнале Yasei Jidai с августа 2006 по май 2009 года. Танкобон был выпущен 29 сентября 2009 года и 2 тома бункобон. Перевыпуск бункобонов с иллюстрациями Нойдзи Ито был выпущен под импринтом Sneaker Bunko 1 марта 2012 года. Спин-офф романа под названием «Another: Episode S» был выпущен 31 июля 2013 года. Продолжение романа было анонсировано с временным названием Another 2. Сиквел романа «Another: 2001» был выпущен в сентябре 2020 года.

### Манга
Манга-адаптация с иллюстрациями Хиро Киёхары был издан в журнале Young Ace издательства Kadokawa Shoten с мая 2010 по январь 2012 года. Четыре танкобона были выпущены с 4 октября 2010 года по 29 декабря 2011. 0-й том манги был выпущен 26 мая в 2012 году.
Лицензирована на украинском языке издательством Molfar Comics.

### Аниме
Студией P.A. Works и режиссёром Цутому Мидзусимой, была снята 12-серийная аниме-адаптация, которая транслировалась в Японии с 10 января по 27 марта 2012 года. Сценарий был написан Рё Хигакой, главный аниматор Юрико Исии базировала дизайн персонажей в аниме на оригинальных концепт-артах Нойдзи Ито. Музыку написал Ко Отани, а звукорежиссёром выступил Ёсикадзу Иванами. В аниме представлены две песни: опенинг Kyoumu Densen (яп. 凶夢伝染 Кё:му дэнсэн) группы Ali Project, и эндинг Anamnesis певицы Annabel. OVA серия была выпущена 26 мая в 2012 году с 0-м томом манги. Компания Sentai Filmworks лицензировала сериал для Северной Америки и выпустила BD/DVD боксы 30 июля в 2013 году, MVM Films выпустит сериал, включая OVA серию, в Великобритании в конце 2013 года.
| Список серий | Список серий                    | Список серий         |
| № серии      | Название                        | Трансляция в Японии  |
| ------------ | ------------------------------- | -------------------- |
| 1            | Грубый набросок «Собё:» (素描)  | 10 января 2012 года  |
| 2            | Перспектива «Омоваку» (思惑)    | 17 января 2012 года  |
| 3            | Каркас «Хонэгуми» (骨組)        | 24 января 2012 года  |
| 4            | Контур «Ринкаку» (輪郭)         | 31 января 2012 года  |
| 5            | Рассеивание «Какусан» (拡散)    | 7 февраля 2012 года  |
| 6            | Вдвоём «Футари» (二人)          | 14 февраля 2012 года |
| 7            | Аномалия «Хэнтё:» (変調)        | 21 февраля 2012 года |
| 8            | Лазурь «Компэки» (紺碧)         | 28 февраля 2012 года |
| 9            | Связующее звено «Рэнса» (連鎖)  | 6 марта 2012 года    |
| 10           | Кромешная тьма «Сиккоку» (漆黒) | 13 марта 2012 года   |
| 11           | Трагедия «Сангэки» (惨劇)       | 20 марта 2012 года   |
| 12           | Мертвец «Сися» (死者)           | 27 марта 2012 года   |
| 00 (OVA)     | Карма «Инга» (因果)             | 26 мая 2012 года     |

### Игровой фильм
Фильм, срежиссированный Такэси Фурусавой и снятый студией Kadokawa Pictures, был выпущен в японских кинотеатрах 4 августа в 2012 году. Песню Rakuen (яп. 楽園 Ракуэн) для фильма исполнила Милиа Като.